# 参宿增十七
獵戶座52，又名BD+06 1027，HD 38710、SAO 113150、HR 1999，是獵戶座的一颗恒星，视星等为5.27，位于銀經199.75，銀緯-10.98，其B1900.0坐标为赤經5h 42m 37.8s，赤緯+6° -10.98′ 8″。